# Trầm Toàn Kỳ
Trầm Toàn Kỳ (沈佺期, khoảng 650 - 729), cũng gọi bằng Vân Khanh (雲卿), là một nhà thơ đời nhà Đường, sinh ở huyện Nội Hoàng (内黄), tỉnh Tương Châu (相州), nay là tỉnh Hà Nam. Năm 675, ông được tiến sĩ. Sau ấy, ông làm nhà học giả cho triều đình của vua Trương Dịch Chi (張易之). Tuy nhiên, triều Võ Chu (武周) bị phá đổ, và vua Trương Dịch Chi bị giết. Kết quả, Trầm Toàn Kỳ bị bắt giữ, bị tố cáo rằng ăn hối lộ, và bị bỏ tù. Sau ấy, ông được tha, nhưng bị đày ải đến Hoan Châu (nay ở Vietnam). Cuối cùng, ông được trở lại và lại tiếp tục việc ở triều đình.

Trầm Toàn Kỳ làm nhiều cống hiến trong bài thơ Trung Hoa, thí dụ như bài "Mang Sơn" (邙山). Ông cũng nổi tiếng về viết bài thơ chung với nhà thơ Tống Chi Vấn (宋之問), vài hai người thường được gọi bằng "Trầm Tống" lúc viết bài thơ chung. 

## Khái niệm chủ yếu
- "Vạn cổ thiên thu" (Muôn cũ, nghìn năm) - Từ bài "Mang Sơn" (邙山) của Trầm Toàn Kỳ: "Bắc Mang Sơn thượng liệt phần oanh, vạn cổ thiên thu đối Lạc Thành = Phần mộ hàng lối trên Bắc Mang Sơn, đứng trước Lạc Thành mãi mãi (北邙山上、列墳塋、萬古千秋、對洛城)".